# Hallander Helleman
Carl Christian Hallander Hellemann, född 15 januari 1850 i Köpenhamn, död 2 maj 1920, dansk skådespelare och regissör.
Hellemann utbildade sig först vid Hærens elevskole och var som sergeant gymnastiklärare vid Jonstrups seminarium fram till 1877 då han blev skådespelare vid norska och danska landsortsscener. Han uppträdde första gången i Köpenhamn 1879 och var där knuten till Folketeatret fram till 1919. 1885 fick han sitt genombrott som skådespelare inom folkkomedi med titelrollen i En børsbaron. Han spelade ca 350 olika roller och arbetade 14 år som teaterregissör. 

## Filmografi
- 1921 – Blade af Satans bog